# Ophrys luizetii
Ophrys luizetii är en orkidéart som beskrevs av E.G.Camus. Ophrys luizetii ingår i ofryssläktet, och familjen orkidéer.
Artens utbredningsområde är Frankrike. Inga underarter finns listade i Catalogue of Life.